# Plaça de la Cebada
La Plaza de la Cebada és una de les plaças més antigues de la ciutat de Madrid. És famosa per residir en ella el mercat homònim. Està situada a La Latina entre els carrers de Toledo, Ordi, humillador i la Puerta de Moros. Va ser emprada al segle xix com un espai d'execució pública de reus a mort.

## Història

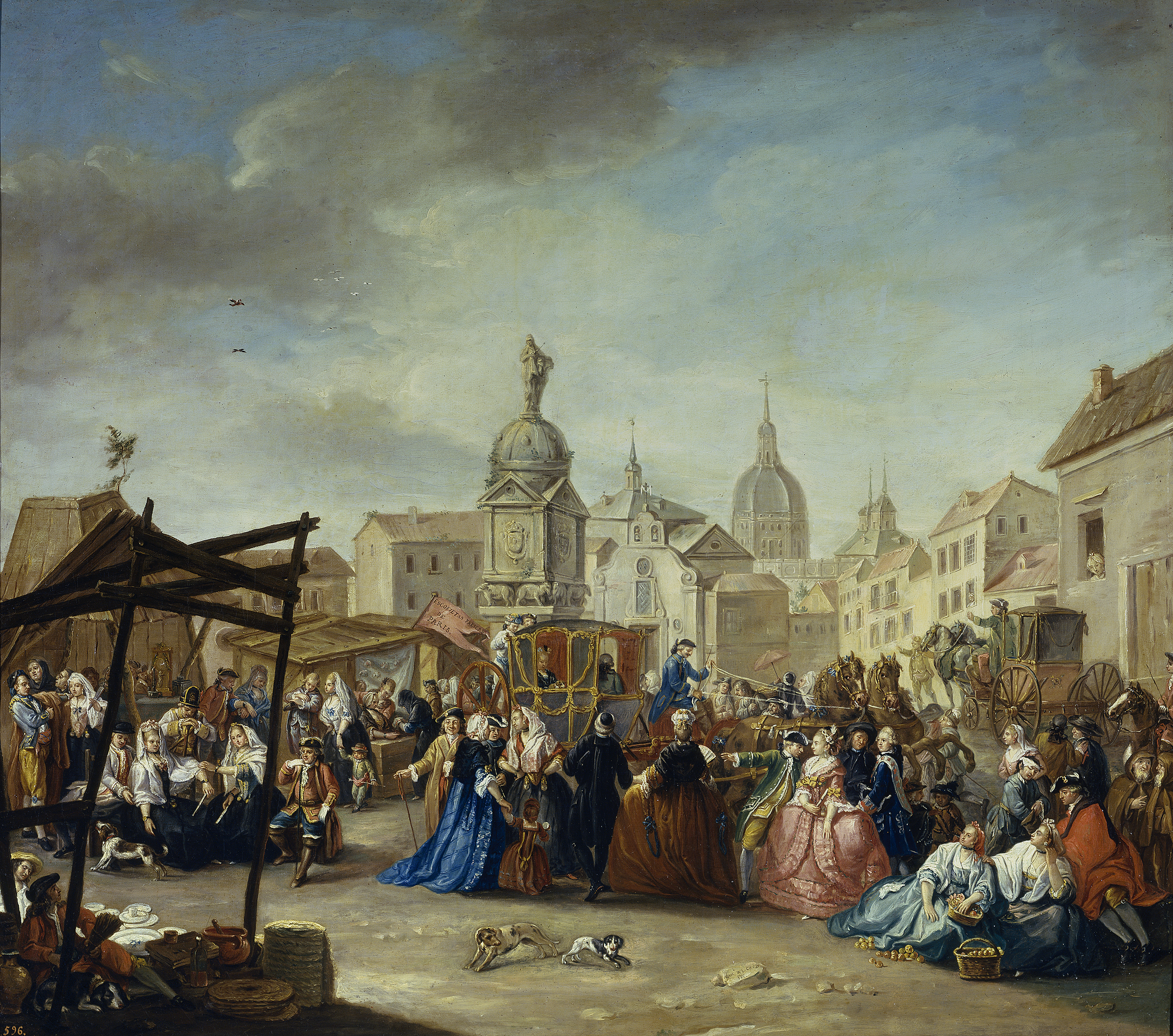
La Fira de Madrid en la plaça de la Cebada, Manuel de la Cruz Vázquez, 1770 — 1780, Museu del Prado.

L'etimologia del nom de la plaça es deu al carrer proper homònim en la qual se separava l'ordi garbellant la destinada al farratge dels cavalls del rei i de la qual s'aprovisionava als regiments de cavalleria. El gra ho portaven a vendre a la plaça els pagesos de la rodalia de la província de Madrid. Una de les primeres institucions és l'Hospital de la Latina que es va construir en terrenys que va baratar Beatriz Galindo amb uns altres que posseïa Isabel la Catòlica en la Porta de Moros. La Plaça es va formar com a tal a partir del segle xvi i era emprada com un mercat de verdures, cereals i productes de porc. L'espai s'ofereix a l'encomana de Moratalaz, de l'orde de Calatrava, segons es veu per escriptura atorgada en 1536 per Rodrigo de Coalla. Al segle xvii s'instal·la una font a l'espai de la plaça.
La plaça apareix en el Plànol de Teixeira de Madrid i ocupa un espai tan gran com la Plaça Mayor. El 19 de juny de 1622 la hi va condicionar com un jardí públic amb motiu de les celebracions de San Isidro. A la plaça es van celebrar durant el segle xviii les denominades Fires de Madrid. Després de la fi del Trienni Liberal, el 7 de novembre de l'any 1823 és sentenciat a mort i executat a la plaça Rafael del Riego entre els insults de part de la població madrilenya, quan anys abans l'havien aclamat, per iniciar el moviment militar i popular que va posar final al govern absolut del rei Ferran VII.